# Полевое сельское поселение
Полево́е се́льское поселе́ние — муниципальное образование в составе Новоаннинского района Волгоградской области.
Административный центр — посёлок Полевой.

## История
Полевое сельское поселение образовано 21 декабря 2004 года в соответствии с Законом Волгоградской области № 970-ОД.

## Население
| 2010 | 2012 | 2013 | 2014 | 2015 | 2016 | 2017 |
| ---- | ---- | ---- | ---- | ---- | ---- | ---- |
| 502  | ↘490 | ↘478 | ↘463 | ↘456 | ↘424 | ↘409 |
| 2018 | 2019 | 2020 | 2021 |      |      |      |
| ↘387 | ↘370 | ↘348 | ↘336 |      |      |      |

## Состав сельского поселения
| № | Населённый пункт | Тип населённого пункта          | Население |
| - | ---------------- | ------------------------------- | --------- |
| 1 | Вербочный        | хутор                           | 53        |
| 2 | Восточный        | посёлок                         | 76        |
| 3 | Полевой          | посёлок, административный центр | 355       |
| 4 | Пышкинский       | хутор                           | 18        |